# Carlit de Baix
El Carlit de Baix és una muntanya de 2.797,9 metres d'altitud del terme comunal d'Angostrina i Vilanova de les Escaldes, pertanyent a la comarca de l'Alta Cerdanya, de la Catalunya del Nord.
Aquest cim es troba al nord dels Pirineus axials. Es tracta d'un cim secundari de la muntanya més alta de tota la Cerdanya i de la Catalunya del Nord, situat en el contrafort que des del seu cim davalla cap al nord-est.
La ruta habitual per ascendir-hi, la mateixa que per al Carlit, s'inicia a l'estany de la Bollosa tot agafant en general un sentit est-oest; durant uns 4 quilòmetres i mig s'han d'anar creuant una sèrie de petits turons i vorejant diversos estanys de petites dimensions fins a arribar als peus del massís per la seva cara est, on s'inicia una forta ascensió d'uns 550 metres de desnivell fins a assolir el cim. També és habitual l'ascensió des de l'estany de Lanós.